# Storm Large
Storm Large (nascuda com a Susan Storm Tempesta, Southborough, Massachusetts, 25 de juny de 1969) és una cantant, compositora i actriu estatunidenca. Va atreure l'atenció del seu país com a concursant al programa de televisió de la CBS Rock Star: Supernova. Durant molts anys ha estat únicament un artista de rock i en els últims anys s'ha diversificat en el món del teatre i el cabaret. Combina les actuacions de la seva pròpia banda en escenaris de tot el país i la gira amb el grup Pink Martini a tot el món.

## Discografia

### Àlbums d'estudi
| Nom                       | Llançament   | Àlies                     |
| ------------------------- | ------------ | ------------------------- |
| Big Daddy Large           | 1995         | FlowerSF                  |
| Storm and Her Dirty Mouth | 1998         | Storm and Her Dirty Mouth |
| The Calm Years            | 2000         | Storm Inc.                |
| Hanging With The Balls    | 2003         | The Balls                 |
| Vasectomy                 | 2005         | The Balls                 |
| Ladylike Side One         | June 5, 2007 | Storm Large               |
| Crazy Enough              | 2009         | Storm Large               |
| Le Bonheur                | 2014         | Storm Large               |

### Senzills
| Nom      | Nota              | Llançament |
| -------- | ----------------- | ---------- |
| Ladylike | Storm i The Balls | 2006       |
| Ladylike | Amb Dave Navarro  | 2006       |

### Col·laboracions
- «Little Drummer Boy» (com a FlowerSF) a Christmas Time in San Francisco per diversos artistes (1995)
- «Ego» (com a FlowerSF) a She's a Rebel per diversos artistes (1997)
- «About You», «Let Go» a Infinite Syndrome per Bugs (1997)
- «I'm not alright", «Lust», «Superman», «Ima Yora», «Geraldine», «Crazy Love» a Storm & her dirty mouth per Storm & her dirty mouth (1998)
- «You Don't Bring Me Flowers Anymore (Ruff Mix)» a You Are Here per Insecto (1999)
- «Rape Me» (com a Storm Inc.) a Nearvana: San Francisco per diversos artistes (2002)
- «Down», «Lovetractors 4 Sale» a Planet of the Fish per Alien Lovestock (2004)
- «Valentine's Day», «Closer Closer», «Ruin Everything» a Sessions at East per Auditory Sculpture (2006)
- «Asylum Road» a Dearly Departed per diversos artistes (2008)
- «Voices» a Shakers' Sessions per diversos artistes (2011)